# Дюплесси, Жан-Батист Вигурё
Жан-Батист Вигурë граф Дюплесси (фр. Jean-Baptiste Vigoureux Comte Duplessis; 6 мая 1735, Чанданнагар Французская Индия — 9 июня 1825, Париж) —- французский государственный и военный деятель. Дивизионный генерал (1794). Губернатор островов Сент-Винсент (1780) и Бурбон (ныне о. Реюньон) (1791).

## Биография
Родился во Французской Индии в семье графа Жана-Батиста-Анри Вигурë (1705—1760) и его супруги Элизабет де Варенн (?-1746).
Военную службу начал в 1752 году суб-лейтенантом батальона Иль-де-Франс, в 1756 году ему был присвоен чин капитана.
Участник Индийской кампании Семилетней войны, в ходе боевых операций получил ранение.
В 1778 году — командующий вооруженным отрядом на о. Маэ, в том же году принял участие в войне за независимость Соединённых Штатов, в 1780 году Вигурё был назначен губернатором острова Сент-Винсент.
С 1786 года — бригадир, в 1788 году Вигурё присвоен чин Фельдмаршала.
С конца 1791 года — губернатор острова Бурбон (ныне о. Реюньон). На этом посту активно занимался реорганизацией местной администрации, стремился максимально приблизить её к метрополии.
С 11 апреля 1794 года — дивизионный генерал (утверждён в чине 30 мая 1795 года).
В феврале 1795 года по приказу Комитета общественного спасения возвратился во Францию. В июле того же года был назначен в состав Внутренней Армии, с 1797 года находился в резерве, но в декабре 1799 года возвращен на службу. В течение 1800—1810 годов возглавлял 10-ю полубригаду ветеранов, в декабре 1810 года окончательно вышел в отставку.
Умер в Париже в возрасте 90 лет.

## Награды
- Командор Ордена Почётного Легиона (1804).